# Xã Frohn, Quận Beltrami, Minnesota
Xã Frohn (tiếng Anh: Frohn Township) là một xã thuộc quận Beltrami, tiểu bang Minnesota, Hoa Kỳ. Năm 2010, dân số của xã này là 1.433 người.